# Sosta (codice della strada)
Per sosta si intende, secondo il codice della strada italiano, la sospensione della marcia del veicolo protratta nel tempo, con possibilità di allontanamento dal veicolo da parte del conducente. La sosta si differenzia dalla fermata perché in quest'ultimo caso il conducente deve essere sempre pronto a riprendere la marcia e comunque l'operazione dev'essere di breve durata.
Il codice della strada distingue infine la sosta di emergenza: essa è definita come l'interruzione della marcia qualora il veicolo risulti inutilizzabile per avaria oppure se l'interruzione si rende necessaria per un malessere fisico del conducente o di un passeggero.

## Divieti
Nei seguenti casi, è vietata la sosta dei veicoli:
- Ovunque sia posizionato l'apposito segnale;
- In doppia fila (eccezion fatta per i veicoli a due ruote);
- Dove sia impedito l'accesso a un passo carrabile;
- Quando viene impedito lo spostamento di un altro veicolo, già regolarmente in sosta;
- Negli spazi riservati alla sosta e alla fermata di autobus, filobus e tram[5];
- Negli spazi riservati ai veicoli adibiti al trasporto scolastico;[6][7]
- Negli stalli riservati allo stazionamento dei veicoli in servizio di piazza;
- Nelle aree destinate a mercato, nelle giornate e negli orari stabiliti;
- Negli spazi riservati al carico e scarico di merci, nelle fasce orarie stabilite;
- Sulle banchine, salvo diversa segnalazione;
- Negli spazi riservati alla sosta dei veicoli autorizzati al servizio di persone invalide, senza esporre lo speciale contrassegno;
- In corrispondenza di scivoli, raccordi tra marciapiedi, rampe e corridoi di transito destinati all'utilizzo da parte delle persone invalide;
- Negli spazi riservati alla sosta dei veicoli al servizio di donne in gravidanza o genitori con figli di età fino a due anni, senza esporre il permesso rosa.[6][8]
- Lungo le autostrade e le strade extraurbane principali[9];
- In carreggiate con diritto di precedenza[10];
- Nelle zone a traffico limitato e aree pedonali urbane, se il veicolo non era autorizzato ad accedervi;
- Dove sia impedito l'accesso ad attrezzature destinate a servizi di emergenza o d'igiene pubblica, se idoneamente segnalate;
- Davanti a cassonetti dei rifiuti urbani o contenitori analoghi;
- In corrispondenza dei distributori di carburante, durante le ore di esercizio, a una distanza inferiore a 5 metri dagli erogatori di carburante;
- Nei tratti di strada in cui il bordo del marciapiede sia colorato a segmenti alternati gialli e neri;
- Sulle carreggiate a senso unico, sul margine sinistro senza lasciare almeno 3 metri per il transito dei veicoli;
- Nelle strade prive di marciapiedi, sul margine destro, senza lasciare almeno 1 metro per il transito dei pedoni;
- Sulle carreggiate i cui margini sono evidenziati da strisce continue;
- Fuori dagli appositi stalli, se tracciati;
- In tutti quei luoghi ove, per regola generale, vige il divieto di sosta.

Il mancato rispetto di specifiche norme relative alla sosta può comportare la sanzione accessoria della decurtazione di punti dalla patente di guida, della rimozione forzata del veicolo o del blocco del veicolo.
| Esempi di utilizzo del segnale divieto di sosta coi pannelli integrativi | Esempi di utilizzo del segnale divieto di sosta coi pannelli integrativi | Esempi di utilizzo del segnale divieto di sosta coi pannelli integrativi | Esempi di utilizzo del segnale divieto di sosta coi pannelli integrativi |
| ------------------------------------------------------------------------ | ------------------------------------------------------------------------ | ------------------------------------------------------------------------ | ------------------------------------------------------------------------ |
|                                                                          |                                                                          |                                                                          |                                                                          |
| Divieto di sosta permanente                                              | Divieto di sosta permanente con rimozione coatta                         | Divieto di sosta per autoarticolati con rimozione coatta                 | Divieto di sosta eccetto autobus con rimozione coatta                    |

## Obblighi del conducente

Segnale di parcheggio, un'area attrezzata per la sosta dei veicoli.

Nell'effettuare una sosta, il conducente deve:
- Sistemare il proprio veicolo entro spazi delimitati o, comunque, in maniera tale da non intralciare la marcia altrui;
- Spegnere il motore (non è ammesso mantenere il motore acceso neppure per tenere in funzione l'impianto di climatizzazione);
- Impedire l'utilizzo del veicolo senza il suo consenso;
- Adottare le opportune cautele atte a evitare incidenti stradali;
- Quando necessario, esporre in modo ben visibile l'orario di arrivo (ad esempio, servendosi del disco orario).
- Quando necessario, esporre in maniera ben visibile eventuali contrassegni o permessi speciali;
- Quando necessario, esporre la ricevuta dell'avvenuto pagamento del parcheggio.